# H-II (família de coets)
El  H-II era un coet espacial  japonès. Fou del primer gran coet japonès en usar tecnologia 100% nacional (els coests de les sèries N i HI havien usat tecnologia dels Estats Units i el Mu-V és un coet petit).
El programa es va iniciar l'any 1984 i el primer vol es va efectuar el 1994. Fins a 1997 l'H-II s'havia llançat cinc vegades, totes amb èxit. No obstant això, els elevats costos de llançament (uns 190 milions de dòlars per unitat), van fer que s'iniciés el desenvolupament d'un nou coet, el H-IIA. El 1998 i 1999 es van produir els dos únics errors en vol de l'H-II (vols número 7 i número 8). Aquests erros juntament amb els costos de llançament va fer que es cancel·lés el programa.

## Característiques
- Capacitat de càrrega:
  - Òrbita baixa: 10.060 kg (200 km, 30 - 40°)
  - Òrbita de transferència geostacionaria: 3.930 kg
- Etapes: 2
  - Primera etapa:
    - Acceleradors H-2-0: motor H-2-0, combustible sòlid, potència 1.077.996 kN.
    - Etapa principal H-2-1: motor LI-7, hidrogen - oxigen, potència 1.077.996 kN.

  - Segona etapa H-2-2: motor LI-5A, hidrogen-oxigen, potència 121.500 kN.